# Науруанська мова
Науруанська мова (наур. Dorerin Naoero) — одна з мікронезійських мов, найтиповіша з них. Зазнала дуже сильного впливу полінезійців. Рідна мова народу Науру.
Є єдиною офіційною мовою Республіки Науру, проте австралійський варіант англійської мови широко розповсюджений, використовується більшістю населення, й англійська широко використовується в уряді, законодавстві та торгівлі поряд з науруанською. Через історію Науру та стосунки з Австралією, австралійська англійська є домінуючою мовою і фактично офіційною. 
Носіями науруанської мови є приблизно половина мешканців Науру (до 7 тисяч осіб), майже всі вони — двомовні. Діалектних відмінностей у науруанській мові не існує.
Писемність створена приблизно 100 років тому на основі  латинського алфавіту. Основна заслуга належить німецькому католицькому місіонерові Алоїзу Кайзерові.

## Система письма
У письмовій мові Науру спочатку використовувалося 17 літер:
- П’ять голосних:a, e, i, o, u
- Дванадцять приголосних: b, d, g, j, k, m, n, p, q, r, t, w

Літери c, f, h, l, s, v, x, y і z не були включені. Із зростаючим впливом іноземних мов (найбільше німецької, англійської та гільбертської та деякої меншості пама-ньюнганської) до науруанського алфавіту було включено більше літер. Крім того, виникли фонетичні відмінності кількох голосних, тому умляути та інші подібні за звучанням звуки позначалися тильдою.